# Tiszavalk
Tiszavalk ist eine ungarische Gemeinde im Kreis Mezőkövesd im Komitat Borsod-Abaúj-Zemplén.

## Geografische Lage
Tiszavalk liegt in Nordungarn, knapp 20 Kilometer südöstlich der Stadt Mezőkövesd, gut 45 Kilometer südlich des Komitatssitzes Miskolc, an dem Kanal Tiszavalki-főcsatorna, an der Südgrenze des Komitats. Südlich des Ortes befindet sich der Theiß-See. Nachbargemeinden sind Négyes und Tiszabábolna.

## Geschichte
Im Jahr 1913 gab es in der damaligen Großgemeinde 149 Häuser und 672 Einwohner auf einer Fläche von 2008 Katastraljochen. Sie gehörte zu dieser Zeit zum Bezirk Mezőkövesd im Komitat Borsod.

## Sehenswürdigkeiten
- Heimatmuseum (Helytörténeti és Gyékényes Kiállítás)

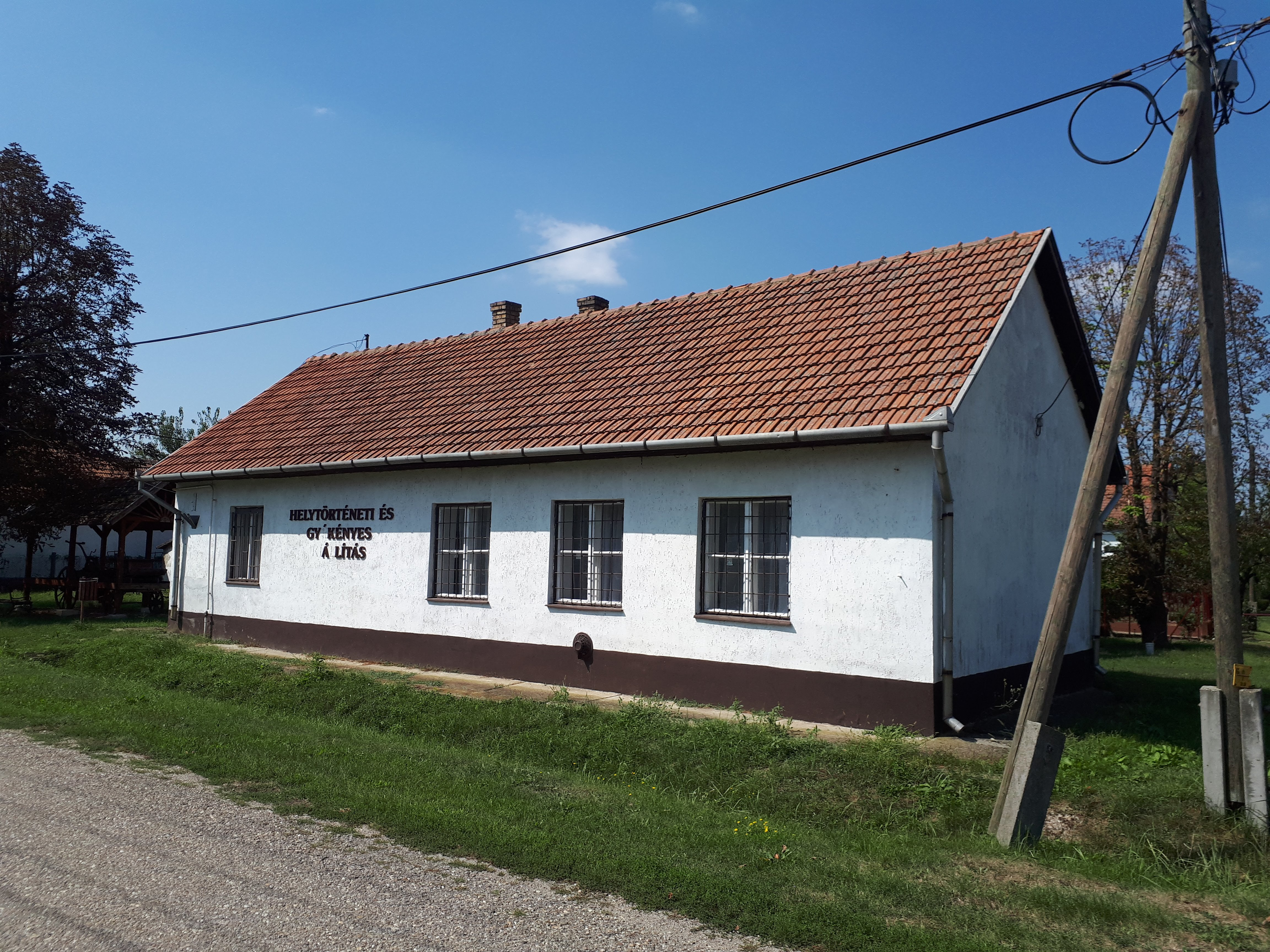
Heimatmuseum

- Reformierte Kirche, erbaut 1869

## Verkehr
Durch Tiszavalk verläuft die Landstraße Nr. 3302. Der nächstgelegene Bahnhof befindet sich in Mezőkövesd.